# Славчо Васев
Славчо Васев Велев е български писател и политик от БКП.

## Биография
Роден е на 19 юни 1906 г. в пернишкото село Жабляно. През 1932 г. завършва философия в Софийски университет. Същата година заедно с други съмишленици основава Съюза на трудово-борческите писатели. В периода 1936 – 1944 г. е заместник главен редактор и главен редактор на вестник „Заря“. От 1944 г. е член на БКП. След Деветосептемврийския преврат е подпредседател на Комитета за наука, изкуство и култура. Между 1948 и 1953 г. е аташе по печата в българското посолство в Москва. Главен редактор на в. „Литературен фронт“ (1954 – 1964) От 1959 до 1964 г. е председател на Съюза на българските журналисти. За две години между 1964 и 1966 г. е директор на Народния театър „Иван Вазов“. В периода 1966 – 1971 г. е член на ЦК на БКП. Награждаван е с орден „Георги Димитров“. Умира на 16 август 1990 г.